# Třída Giuseppe Sirtori
Třída Giuseppe Sirtori byla lodní třída torpédoborců italského námořnictva. Celkem byly postaveny čtyři jednotky. Bojovaly v první i druhé světové válce. Od roku 1929 byly kategorizovány jako torpédovky. Všechny byly ve službě ztraceny.

## Stavba
Celkem byly postaveny čtyři jednotky této třídy. Představovaly vylepšenou verzi třídy Rosolino Pilo se silnější výzbrojí 102mm kanónů a dvojnásobným počtem torpédometů. Jejich stavbu zajistila loděnice Cantieri navali Odero v Sestri Ponente na předměstí Janova. Do služby byly zařazeny v letech 1916–1917.
Jednotky třídy Giuseppe Sirtori:
| Jméno                         | Založení kýlu | Spuštěna           | Vstup do služby | Osud |
| ----------------------------- | ------------- | ------------------ | --------------- | --- |
| Giuseppe Sirtori (SR)         | únor 1916     | 24. listopadu 1916 | prosinec 1916   | Dne 14. září 1943 poškozen německým letectvem a posádka jej navedla na břeh ostrova Korfu. Dne 25. září 1943 jej posádka zničila. |
| Giovanni Acerbi (AC)          | únor 1916     | 14. února 1917     | únor 1917       | Dne 4. dubna 1941 potopen britským letectvem v eritrejském přístavu Massawa.                                                      |
| Vincenzo Giordano Orsini (OR) | únor 1916     | 23. dubna 1917     | květen 1917     | Dne 8. dubna 1941 potopen vlastní posádkou v Massawě.                                                                             |
| Francesco Stocco (ST)         | únor 1916     | 5. května 1917     | červenec 1917   | Dne 24. září 1943 potopen poblíž Korfu německým letectvem.                                                                        |

## Konstrukce

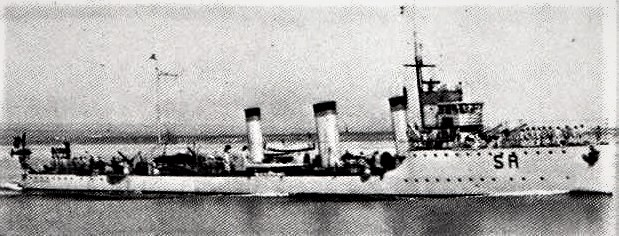
Giuseppe Sirtori

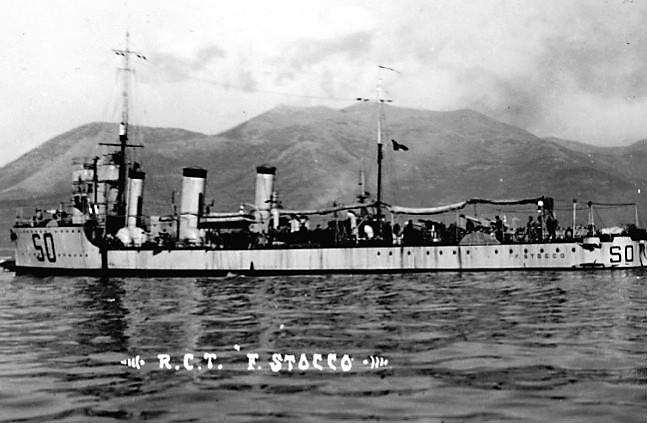
Francesco Stocco

Výzbroj tvořilo šest 102mm kanónů, dva 40mm kanóny, dva 6,5mm kulomety a dva dvojhlavňové 450mm torpédomety. Plavidla rovněž mohla naložit až 10 min. Pohonný systém tvořily čtyři kotle Thornycroft a dvě turbíny Tosi o výkonu 15 500 hp, pohánějící dva lodní šrouby. Nejvyšší rychlost dosahovala 30 uzlů. Dosah byl 2000 námořních mil při rychlosti čtrnáct uzlů.

### Modernizace
Roku 1920 původní 102mm kanóny nahradilo šest 102mm kanónů Schneider-Armstrong 1917. Roku 1942 byla plavidla Giuseppe Sirtori a Francesco Stocco vybavena dvěma vrhači hlubinných pum. Naopak byly demontovány dva 102mm kanóny.